# Joseph E. Duncan III
Joseph Edward Duncan III (Tacoma, 25 de febrero de 1963 - Terra Haute, 28 de marzo de 2021) fue un asesino en serie y delincuente sexual estadounidense condenado. Estuvo en el corredor de la muerte en una prisión federal debido a los secuestros y asesinatos de miembros de la familia Groene, de Coeur d'Alene, Idaho, en 2005, sentenciado a once penas de cadena perpetua por los mismos delitos, así como por el asesinato de Anthony Martinez, de Beaumont, California, en 1997. Duncan confesó, pero no fue acusado, del asesinato de dos niñas en Seattle, Washington, en 1996.

## Biografía
Nacido en Tacoma, Washington, los antecedentes penales de Duncan se remontan a cuando tenía quince años de edad. En 1980 fue condenado a veinte años de cárcel por agredir sexualmente a un niño en Tacoma, y como resultado pasó la mayor parte de su vida adulta en prisión. Salió en libertad condicional en 1994, pero fue devuelto a prisión en 1997 por haber violado los términos de su libertad condicional.
En mayo de 2005, las autoridades del condado de Kootenai, Idaho, descubrieron los cuerpos de Brenda Groene, su novio, y de su hijo de trece años de edad, en la casa de la familia cerca de Coeur d'Alene. Las autoridades también señalaron que otros dos hijos de Groene no se encontraban: Shasta, 8, y Dylan, 9. Después de una intensa búsqueda de los dos niños, Shasta fue encontrada viva con Duncan en un restaurante en Coeur d'Alene casi siete semanas más tarde, y Duncan fue arrestado. Los restos de Dylan fueron encontrados días después en un área remota cerca de St. Regis, Montana. Duncan fue acusado de asesinar a Dylan, así como a las tres víctimas en la casa de Coeur d'Alene.
Durante su encarcelamiento, las autoridades conectaron a Duncan con los asesinatos no resueltos de Anthony Martinez en California y dos niñas en Seattle, todos los cuales se produjeron durante la libertad condicional de Duncan entre 1994 y 1997. De esos asesinatos, sólo fue acusado en el caso de California. En total, fue condenado en Idaho por el secuestro y asesinato de las tres víctimas en Coeur d'Alene, por lo cual se le dieron seis cadenas perpetuas; en la Corte Federal por el secuestro de Shasta y Dylan Groene, y el homicidio de Dylan, por lo cual se le dieron tres condenas a muerte y tres cadenas perpetuas; y en el estado de California por secuestrar y asesinar a Martinez, por lo que se le dieron dos cadenas perpetuas.

## Muerte
En octubre de 2020, Duncan se sometió a una cirugía cerebral después de que le diagnosticaran glioblastoma. Rechazó cualquier tratamiento, como quimioterapia y radioterapia. El personal médico de la Oficina Federal de Prisiones estimó que le quedaban entre seis y doce meses de vida. Murió el 28 de marzo de 2021, a la edad de 58 años.